# Valley of the Damned
Valley of the Damned je hudební album skupiny DragonForce. Vydala je v roce 2003.

## Seznam skladeb
1. "Invocation of the Apocalyptic Evil" - 0:13
2. "Valley of the Damned" - 7:12
3. "Black Fire" - 5:47
4. "Black Winter Night" - 6:31
5. "Starfire" - 5:53
6. "Disciples of Babylon" - 7:16
7. "Revelations" - 6:52
8. "Evening Star" - 6:39
9. "Heart of a Dragon" - 5:23
10. "Where Dragons Rule" - 5:57